# 富岡幸雄
富岡 幸雄（とみおか ゆきお、1925年3月20日 - 2023年3月4日）は、日本の租税学者、中央大学名誉教授。日本における税理士の第一号。

## 経歴
横浜高等商業学校（現・横浜国立大学経済学部）在学中に学徒出陣を経験し、復員後国税庁に勤務。そのかたわら中央大学法学部の夜間部に通い、第1回公認会計士試験及び第1回税理士試験に合格する。在職中に日本初の節税指南書を出版。その後中央大学助教授に転じ、1965年より教授。政府税制調査会特別委員などを歴任。1995年に退任後、冨岡総研を主宰。
2007年瑞宝中綬章受章。
2023年3月4日、老衰のため死去。98歳没。

## 著書
- 税務上の損益計算 岩崎書店 1951 (税と会計の実務相談)
- 税務損益論 会社税務損益計算 白桃書房 1955
- 諸給与・交際費の源泉税と法人税 / 藤森劣共著 日本税経研究会 1956
- 棚卸資産の税務会計 原価構成の理論と実際 森山書店 1957
- 租税節約の話 合理的納税のための会社経理 中央経済社 1959
- 営業費の税務会計叢書 第1-3 森山書店 1960-1963
- 税務会計要論 上巻 森山書店 1961
- 節税経営政策 タックス・マネジメント入門 中央経済社 1964
- 税務会計論 総論編 森山書店 1966
- 税務会計入門 1967 (日経文庫)
- 税務会計総論 森山書店 1969
- 節税戦略 税務署をくやしがらせるアイデア 日本経済新聞社 1971
- 経営人事費の税務会計 森山書店 1971
- 販売促進費の税務会計 森山書店 1974
- 会社決算の節税戦略 基礎知識・情報便覧・研究事例 中央経済社 1976
- 債権管理の節税戦略 中央経済社 1977.9
- 税務会計学 森山書店 1978.4
- 決算政策の税務管理 税務経理協会 1979.3
- 個人企業課税の基本的課題 事業主報酬の必要経費性 中央大学出版部 1980.3
- 交際費を考える その節税戦略から効率管理まで 税務研究会出版局 1980.12
- 税務用語辞典(編) 1981.3 (日経文庫)
- 税法による会社経理の実務 1981.8- (日経文庫)
- 事業承継を考える その経営課題から節税戦略まで 税務研究会出版局 1982.4
- 中小企業の相続税はこうなる 実現した事業承継税制 税務経理協会 1983.3
- 企業と会計 2 税務会計 放送大学 1986.3
- 税制改革と売上税 そのあり方に物申す 森山書店 1987.4
- マル査の博士大いに怒る 暴かれた大企業と政府の癒着 ネスコ 1987.5
- 富岡教授が書いた社長!相続税にはこの方法で勝ちなさい!  中経出版 1987.11
- これが今度の消費税だ! その影響は?仕組みは?捉え方は? どう読み、どう対応するか?  中経出版 1988.7
- 消費税への対応策 企業と国民の知恵（編著）中央経済社 1989.9
- 背信の税制 サラリーマン・生活者いじめの構造 講談社 1992.3 のち文庫
- 税務会計論講義 中央経済社 1993.7
- 歪んだ「税」を斬る 勤労所得税ゼロ・消費税ゼロでも国は成り立つ 徳間書店 1993.11
- 税制再改革の基本構想 「税の公正化」へのチャレンジ ぎょうせい 1994.9
- 事業推進型承継税制への転換 事業承継税制の推移と改革構想 ぎょうせい 2001.5
- 税務会計学講義 中央経済社 2003.1
- 税務会計学原理 中央大学出版部 2003.9
- 税金を払わない巨大企業 文春新書 2014.9
- 検証企業課税論 中央経済社 2018.9
- 消費税が国を滅ぼす 文春新書 2019.9